# Alóbroges

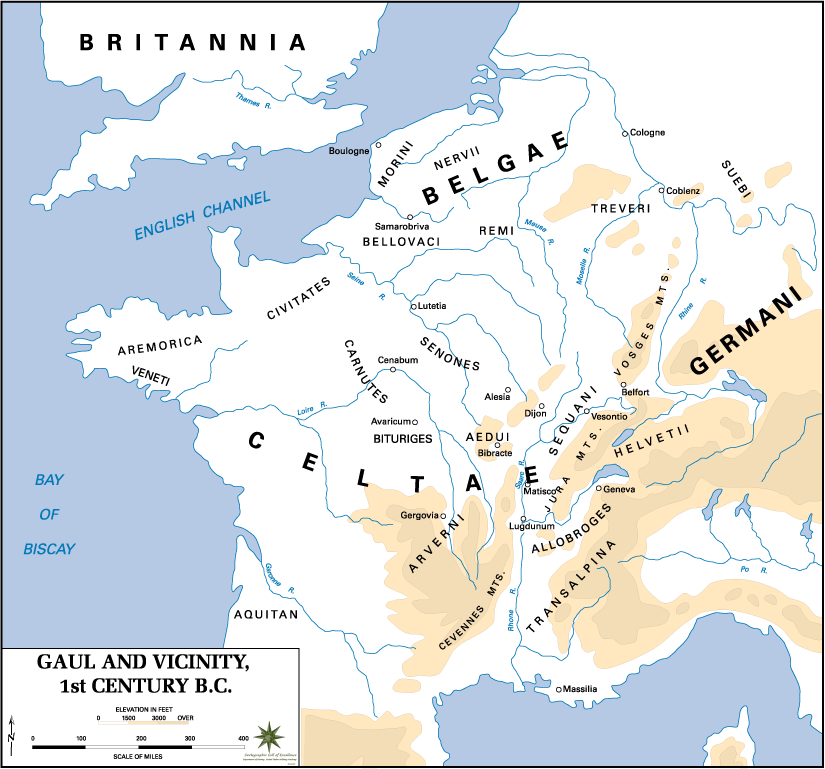
A Gália no século I a.C.

Os Alóbroges foram uma tribo celta da Gália Narbonense dominada pelos romanos no ano de 121 a.C.. Em 63 a.C. Lúcio Sérgio Catilina propôs que se revoltassem contra Roma, mas negaram-se.